# Slijmvisachtigen
De onderorde Slijmvisachtigen (Blennioidei) omvat in totaal zes families van baarsachtige vissen.

## Kenmerken
Het zijn gewoonlijk kleine, langgerekte vissen met relatief grote ogen en bek. Meestal zijn de rugvinnen lang en ononderbroken. De buikvinnen hebben meestal één straal en zijn klein, gelegen vóór de borstvin. De staartvin is rond. De vissen brengen de meeste tijd door op de bodem van de zee, waarbij sommige soorten zich ingraven of zich ophouden in spleten in riffen of de bedding van rivieren.

## Taxonomie
De onderorde wordt in de volgende zes families onderverdeeld:
- Blenniidae Rafinesque, 1810 (Naakte slijmvissen)
- Chaenopsidae T. N. Gill, 1865 (Snoekslijmvissen)
- Clinidae Swainson, 1839 (Beschubde slijmvissen)
- Dactyloscopidae T. N. Gill, 1859 (Zandsterrenkijkers)
- Labrisomidae C. Hubbs, 1952 (Slijmvissen)
- Tripterygiidae (Drievinslijmvissen)